# يوشيو شيراي
يوشيو شيراي (باليابانية: 白井 義男 شيراي يوشيو) (شيراي هو اسم العائلة) (23 نوفمبر 1923 - 26 ديسمبر 2003) كان لاعب ملاكمة محترف من طوكيو، اليابان. حاز على لقب بطل العالم لوزن الذبابة عام 1952 وأصبح أول ملاكم ياباني يحصل على بطولة العالم.
لعب شيراي 58 مباراة ربح 46 منها، 18 منها بالضربة القاضية.

## روابط خارجية
- يوشيو شيراي على موقع بوكس ريك (الإنجليزية) (registration required)